# Diocesi di Chilaw
La diocesi di Chilaw (in latino Dioecesis Chilavensis) è una sede della Chiesa cattolica in Sri Lanka suffraganea dell'arcidiocesi di Colombo. Nel 2021 contava 309.026 battezzati su 926.728 abitanti. È retta dal vescovo Arachchige Don Wimal Siri Appuhamy Jayasuriya.

## Territorio
La diocesi comprende il distretto di Puttalam, nella Provincia Nord-Occidentale dello Sri Lanka.
Sede vescovile è la città di Chilaw, dove si trova la cattedrale di Santa Maria.
Il territorio è suddiviso in 49 parrocchie.

## Storia
La diocesi è stata eretta il 5 gennaio 1939 con la bolla Ad catholicum nomen di papa Pio XI, ricavandone il territorio dall'arcidiocesi di Colombo.
Il 15 marzo 1987 ha ceduto una porzione del suo territorio a vantaggio dell'erezione della diocesi di Kurunegala.

## Cronotassi dei vescovi
Si omettono i periodi di sede vacante non superiori ai 2 anni o non storicamente accertati.
- Louis Perera, O.M.I. † (5 gennaio 1939 - 8 aprile 1939 deceduto)
- Edmund Peiris, O.M.I. † (12 gennaio 1940 - 27 dicembre 1972 dimesso)
- Frank Marcus Fernando † (27 dicembre 1972 succeduto - 19 ottobre 2006 ritirato)
- Warnakulasurya Wadumestrige Devasritha Valence Mendis (19 ottobre 2006 succeduto - 9 ottobre 2021 nominato vescovo di Kandy)[1]
  - Sede vacante (2021-2023)
- Arachchige Don Wimal Siri Appuhamy Jayasuriya, dal 6 dicembre 2023

## Statistiche
La diocesi nel 2021 su una popolazione di 926.728 persone contava 309.026 battezzati, corrispondenti al 33,3% del totale.
| anno | popolazione | popolazione | popolazione | presbiteri | presbiteri | presbiteri | presbiteri                | diaconi | religiosi | religiosi | parrocchie |
| anno | battezzati  | totale      | %           | numero     | secolari   | regolari   | battezzati per presbitero | diaconi | uomini    | donne     | parrocchie |
| ---- | ----------- | ----------- | ----------- | ---------- | ---------- | ---------- | ------------------------- | ------- | --------- | --------- | ---------- |
| 1950 | 106.343     | 667.361     | 15,9        | 48         | 43         | 5          | 2.215                     |         | 33        | 158       | 29         |
| 1969 | 189.689     | 1.156.367   | 16,4        | 83         | 71         | 12         | 2.285                     |         | 35        | 262       | 41         |
| 1980 | 216.878     | 1.679.000   | 12,9        | 81         | 71         | 10         | 2.677                     |         | 28        | 232       | 51         |
| 1990 | 203.095     | 597.000     | 34,0        | 68         | 57         | 11         | 2.986                     |         | 35        | 216       | 35         |
| 1999 | 228.295     | 668.165     | 34,2        | 87         | 76         | 11         | 2.624                     |         | 30        | 229       | 40         |
| 2000 | 230.473     | 676.498     | 34,1        | 84         | 74         | 10         | 2.743                     |         | 29        | 233       | 40         |
| 2001 | 231.529     | 680.674     | 34,0        | 82         | 72         | 10         | 2.823                     |         | 27        | 239       | 40         |
| 2002 | 232.825     | 684.103     | 34,0        | 80         | 72         | 8          | 2.910                     |         | 26        | 232       | 42         |
| 2003 | 233.187     | 679.575     | 34,3        | 76         | 64         | 12         | 3.068                     |         | 27        | 223       | 43         |
| 2004 | 231.205     | 679.113     | 34,0        | 75         | 63         | 12         | 3.082                     |         | 27        | 222       | 44         |
| 2006 | 233.708     | 686.350     | 34,1        | 85         | 71         | 14         | 2.749                     |         | 57        | 183       | 44         |
| 2013 | 272.692     | 788.000     | 34,6        | 119        | 104        | 15         | 2.291                     |         | 29        | 190       | 44         |
| 2016 | 284.150     | 835.000     | 34,0        | 142        | 120        | 22         | 2.001                     |         | 33        | 202       | 48         |
| 2019 | 296.850     | 885.600     | 33,5        | 138        | 114        | 24         | 2.151                     |         | 34        | 195       | 49         |
| 2021 | 309.026     | 926.728     | 33,3        | 140        | 115        | 25         | 2.207                     |         | 36        | 194       | 49         |